# Wilson Spratt Motors

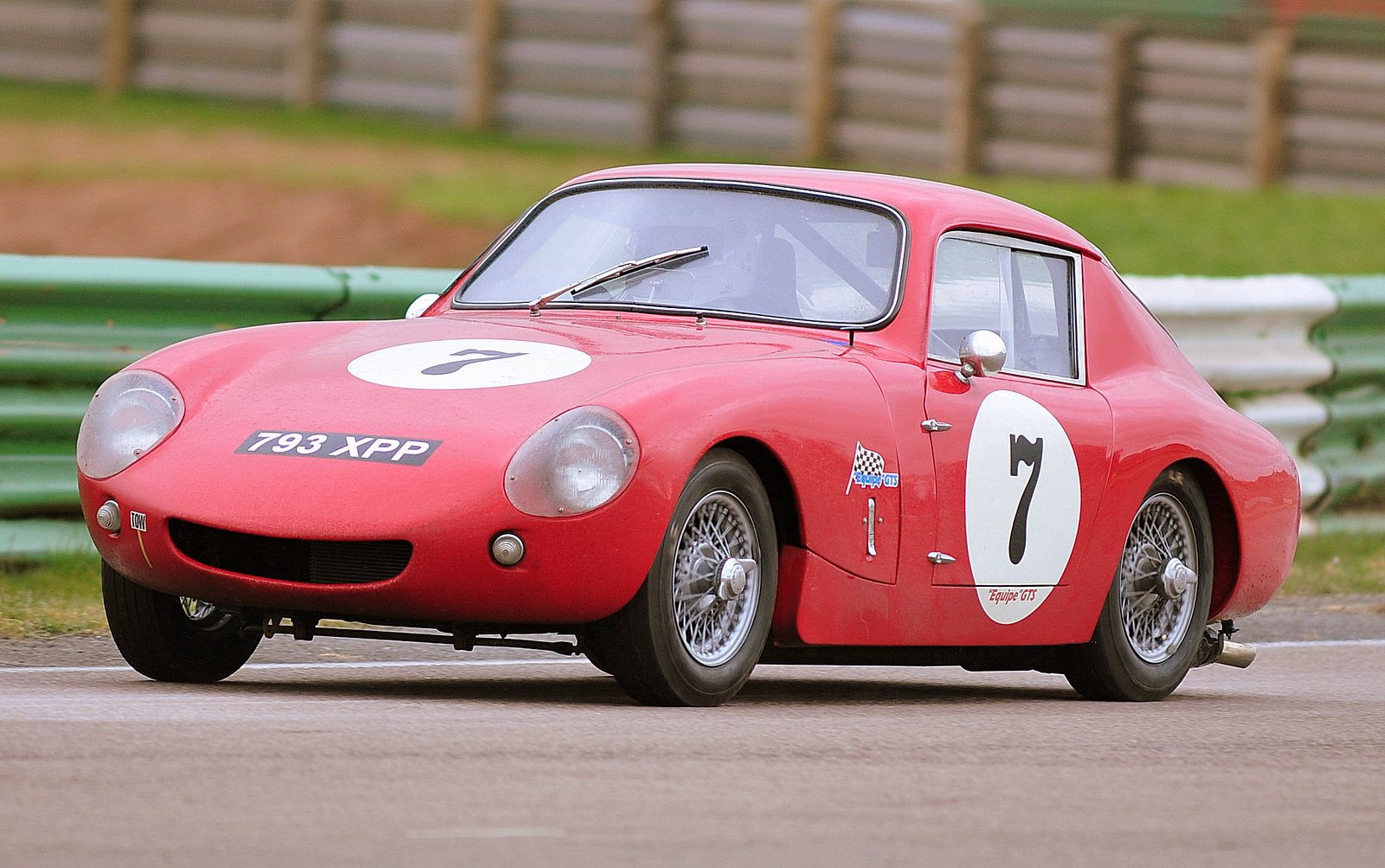
WSM Sprite

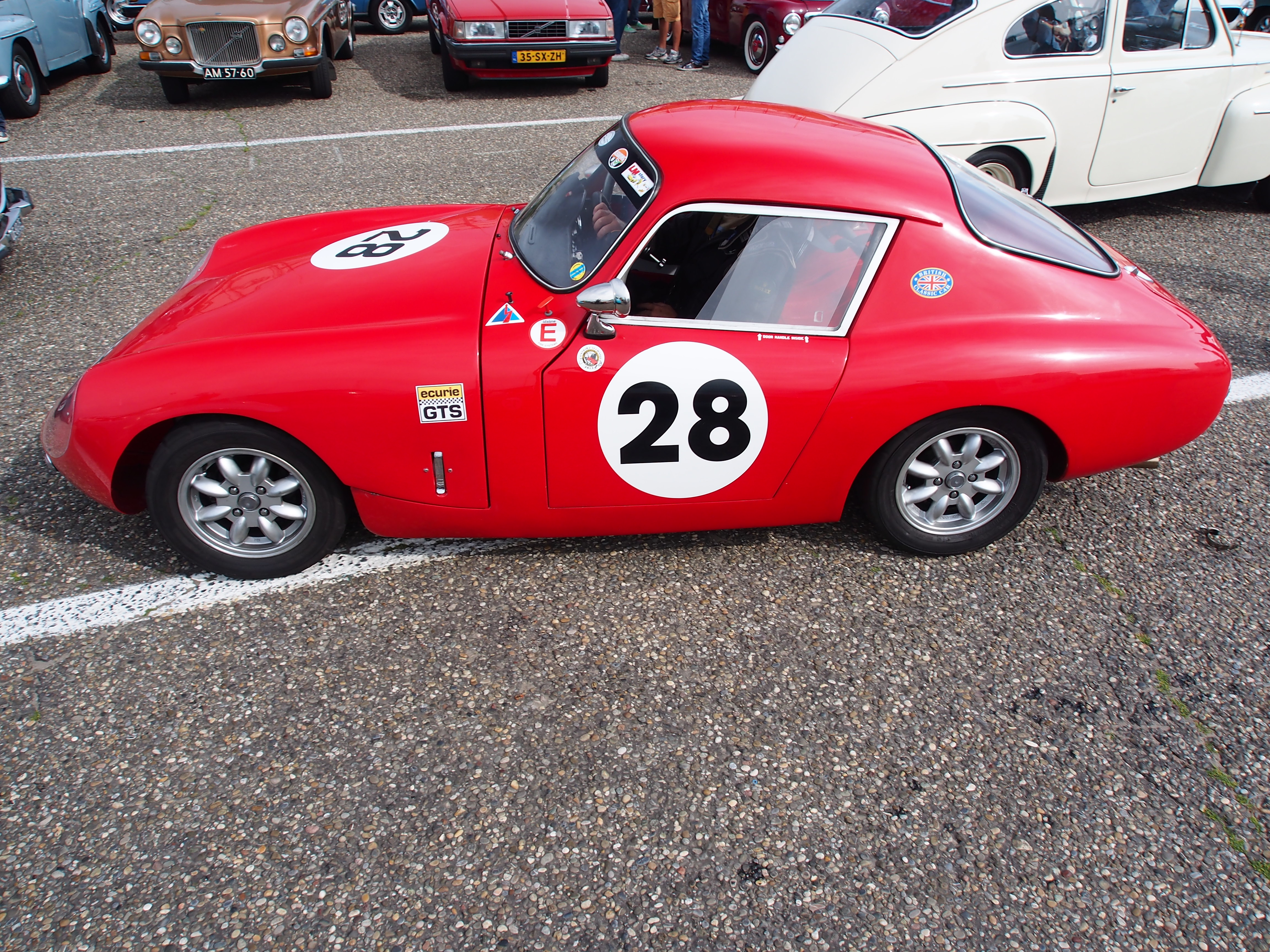
Seitenansicht

Wilson Spratt Motors, zuvor Austin-Healey Centre, war ein britischer Hersteller von Automobilen.

## Unternehmensgeschichte
Douglas Wilson Spratt, der in London in seiner Delta Garage Fahrzeuge der British Motor Corporation vertrieb, und Jim McManus gründeten 1961 das Unternehmen Austin-Healey Centre im Londoner Stadtteil Swiss Cottage. Sie begannen mit der Entwicklung von Automobilen, die 1962 zur Produktion führte. Der Markenname lautete WSM. Ab 1965 firmierte das Unternehmen unter Wilson Spratt Motors mit Sitz in Leighton Buzzard. 1967 endete die Produktion. Insgesamt entstanden etwa 25 Exemplare.

## Fahrzeuge
Das am häufigsten verkaufte Modell war der Sprite. Die Basis bildete der Austin-Healey Sprite. Darauf wurde eine aerodynamische Coupé-Karosserie montiert. Zunächst bestand die Karosserie aus Aluminium, später aus Fiberglas. Die Fahrzeuge waren sowohl für Rennen als auch für die Straße geeignet.
Ferner entstanden einige Fahrzeuge auf Basis von Austin-Healey 3000, MG 1100 und MG B.
2012 fand ein Treffen von WSM-Fahrzeugen statt, organisiert von Tony Wilson-Spratt, dem Sohn des Gründers.